# Viala-du-Pas-de-Jaux
Viala-du-Pas-de-Jaux település Franciaországban, Aveyron megyében. Lakosainak száma 88 fő (2022. január 1.). Viala-du-Pas-de-Jaux La Bastide-Pradines, Lapanouse-de-Cernon, Sainte-Eulalie-de-Cernon, Saint-Jean-et-Saint-Paul és Tournemire községekkel határos.

## Népesség
A település népessége az elmúlt években az alábbi módon változott:
| Lakosok száma | 100  | 87   | 85   | 96   | 96   | 97   | 99   | 98   | 97   | 88   |
|               | 1968 | 1982 | 1990 | 2006 | 2013 | 2015 | 2017 | 2019 | 2020 | 2022 |